# CSS Alabama
Pour les articles homonymes, voir USS Alabama.
Le CSS Alabama est un sloop de guerre à propulsion mixte (vapeur et voiles) construit en Grande-Bretagne en 1862, qui appartint à la Confederate States Navy (marine de guerre des États confédérés d'Amérique) jusqu'à ce qu'il coule le 19 juin 1864 à l'issue d'un combat naval avec le sloop de guerre nordiste USS Kearsarge, au large du port de Cherbourg, en France. L’Alabama servit comme corsaire, et pendant les deux années que dura son activité, il détruisit un grand nombre de navires de commerce de l'Union, ainsi qu'une canonnière à vapeur, l'USS Hatteras. Sa croisière lui fit traverser à trois reprises l'océan Atlantique, deux fois l'océan Indien, ainsi que la mer de Chine méridionale. Cependant l’Alabama n'a jamais fait escale dans un port confédéré.

## Construction

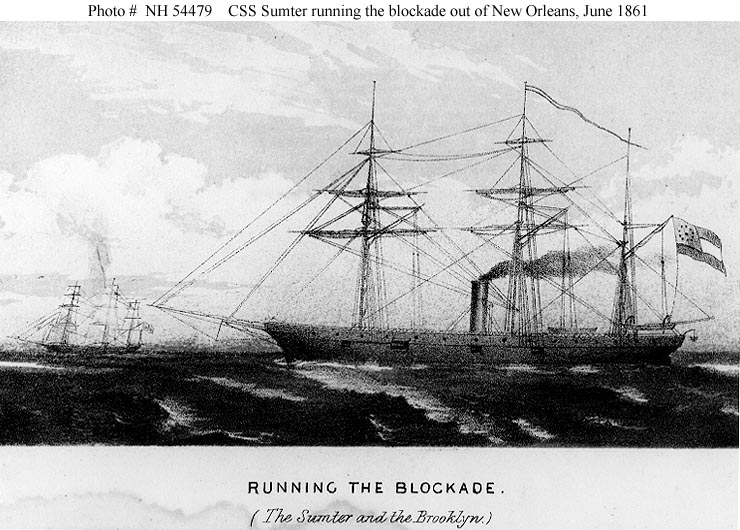
Le force le blocus de La Nouvelle-Orléans en janvier 1861. Il va mener la guerre de course en Atlantique jusqu'à se trouver piégé, en janvier 1862, dans le port de Gibraltar par la marine de l'Union. Son capitaine, Raphael Semmes, le laissera à quai et partira pour l'Angleterre avec bon nombre de ses officiers, avant d'embarquer sur le CSS Alabama.

L’Alabama est construit en secret en 1862 par le constructeur naval britannique John Laird Sons and Company, à Birkenhead dans le Merseyside, en Angleterre du Nord-Ouest.
L'opération est supervisée par un agent confédéré, James Dunwoody Bulloch, qui dirige l'effort de construction de la jeune marine de guerre sudiste, et menée à bien grâce à l'appui financier de la Fraser, Trenholm & Co., une firme de cotton brokers (négociants, intermédiaires en coton) de Liverpool, qui a de fortes attaches avec la Confédération. L'avancement des travaux est d'ailleurs attentivement espionné par les agents secrets du ministre de l'Union détaché au Royaume-Uni Charles Francis Adams, Sr., qui ne manque pas d'adresser de vigoureuses et inefficaces protestations au Premier Ministre britannique, Lord Palmerston
D'abord désigné comme la coque no 290,, le bateau est baptisé Enrica et lancé très discrètement le 28 juillet 1862. Il part pour Terceira, une île des Açores, avec à bord James Dunwoody Bulloch et un équipage civil : officiellement, il s'agit d'un navire de commerce non armé, qui n'enfreint donc pas les dispositions du British Neutrality Act.
Le capitaine Raphael Semmes et plusieurs de ses officiers avaient quitté le navire corsaire CSS Sumter en février 1862, après qu'il avait été pris au piège dans le port de Gibraltar où il cherchait à effectuer des réparations indispensables, et ils avaient rejoint l'allié objectif de la Confédération qu'était alors le Royaume-Uni.
Semmes et ses officiers embarquent à Liverpool le 5 août 1862, à bord du vapeur Bahama, et arrivent à Terceira le 28 août 1862. Ils prennent alors le commandement de l’Enrica et en supervisent l'approvisionnement et l'armement. Ils font notamment stocker à bord 350 tonnes de charbon qu'apportait l’Agrippine, futur bateau ravitailleur de l’Alabama. Les trois équipages fournissent un travail éreintant durant 3 jours, à la fin desquels l’Enrica est apte à devenir un croiseur de la Confederate States Navy destiné à la guerre de course contre les navires de l'Union.
L'armement lourd, fabriqué au Royaume-Uni, est alors composé de six canons lisses de 32 livres (destinés au tir latéral) et de deux autres canons plus gros et montés sur affût pivotant. Ces deux canons pivotants sont placés à peu près au centre du bateau : le Blakely lourd à canon rayé de sept pouces de diamètre (tirant des projectiles de 100 livres) devant le grand-mât, et le gros huit pouces lisse derrière le grand-mât.
L’Alabama est propulsé, en sus de ses voiles (trois voiles basses à corne et des voiles hautes carrées classiques), par une machine à vapeur John Laird Sons & Co. de 300 chevaux-vapeur actionnant une hélice système Griffiths, en laiton, à deux pales. Sous voiles seules, avec l'hélice relevée, et sa cheminée escamotée, l' Alabama file à 10 nœuds. Sous voile et hélice, il atteint 13,25 nœuds.

## Mise en service et recrutement

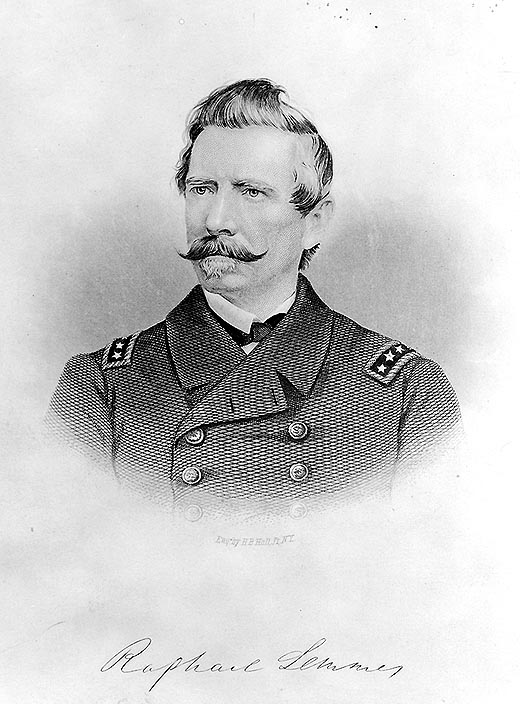
Raphael Semmes (1809-1877), est le capitaine de l’Alabama, navire corsaire au service de la marine de la Confédération.

L’Alabama reçoit officiellement sa lettre de commission en grande cérémonie le 24 août 1862, alors qu'il se trouve à un mille au large de Terceira, dans les eaux internationales.
Tous les hommes de l’Agrippine et de l’Enrica sont réunis sur le gaillard arrière de ce dernier, ainsi que les 24 officiers présents. Le capitaine Raphael Semmes monte sur un affût de canon et leur lit sa lettre de mission, par laquelle le président de la Confédération, Jefferson Davis, le nomme commandant du nouveau croiseur. Puis ceux des membres de l'équipage qui jouent d'un instrument exécutent Dixie.

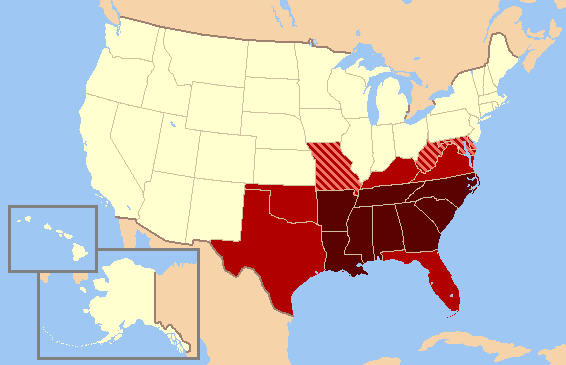
Carte de Dixie. L'état d'Alabama est bordé au nord par le Tennessee, à l'est par la Géorgie, à l'ouest par le Mississippi, et au sud par la Floride et par le Golfe du Mexique.

Alors que le quartier-maître finit de descendre le drapeau britannique, un coup de canon retentit, et le drapeau confédéré se déploie au sommet du grand-mât et de la corne de brigantine. Le navire devient officiellement le croiseur CSS Alabama, de la Marine des États confédérés d'Amérique.
Le capitaine Semmes fait ensuite un discours dans lequel il exalte la cause sudiste, et incite vivement les marins présents à s'engager ; il n'a alors que ses 24 officiers, et aucun homme d'équipage.
Comme la campagne n'a ni but ni durée précis, aucun des marins présents ne fait le moindre pas en avant.
Semmes applique alors la devise de la Confédération (qui était gravée sur une plaque de bronze rivée sur la grande roue double du bateau) : « Aide-toi et le ciel t'aidera ».
Il propose à tous ceux qui s'engageraient une double solde, payée en or, et une prime (à payer par le gouvernement de la Confédération) pour chaque navire ennemi détruit. Des cris d'assentiment s'élèvent alors : « Hear !, hear ! ».
Semmes sait alors qu'il a réussi : 83 marins, pour la plupart britanniques, signent leur engagement, rendant l’Alabama manœuvrable. Quant à la vingtaine d'hommes qui manquent encore, Semmes sait qu'il les trouvera plus tard parmi les équipages des prises, ou lors des escales en pays ami. Il est à noter que la plupart des 83 hommes qui s'engagent ce jour-là resteront à bord jusqu'à la fin.
Bulloch et les hommes qui ne signent pas repartent pour l'Angleterre, et l’Alabama peut alors commencer sa croisière.

## La croisière de l’Alabama

### Dans l'Atlantique Nord

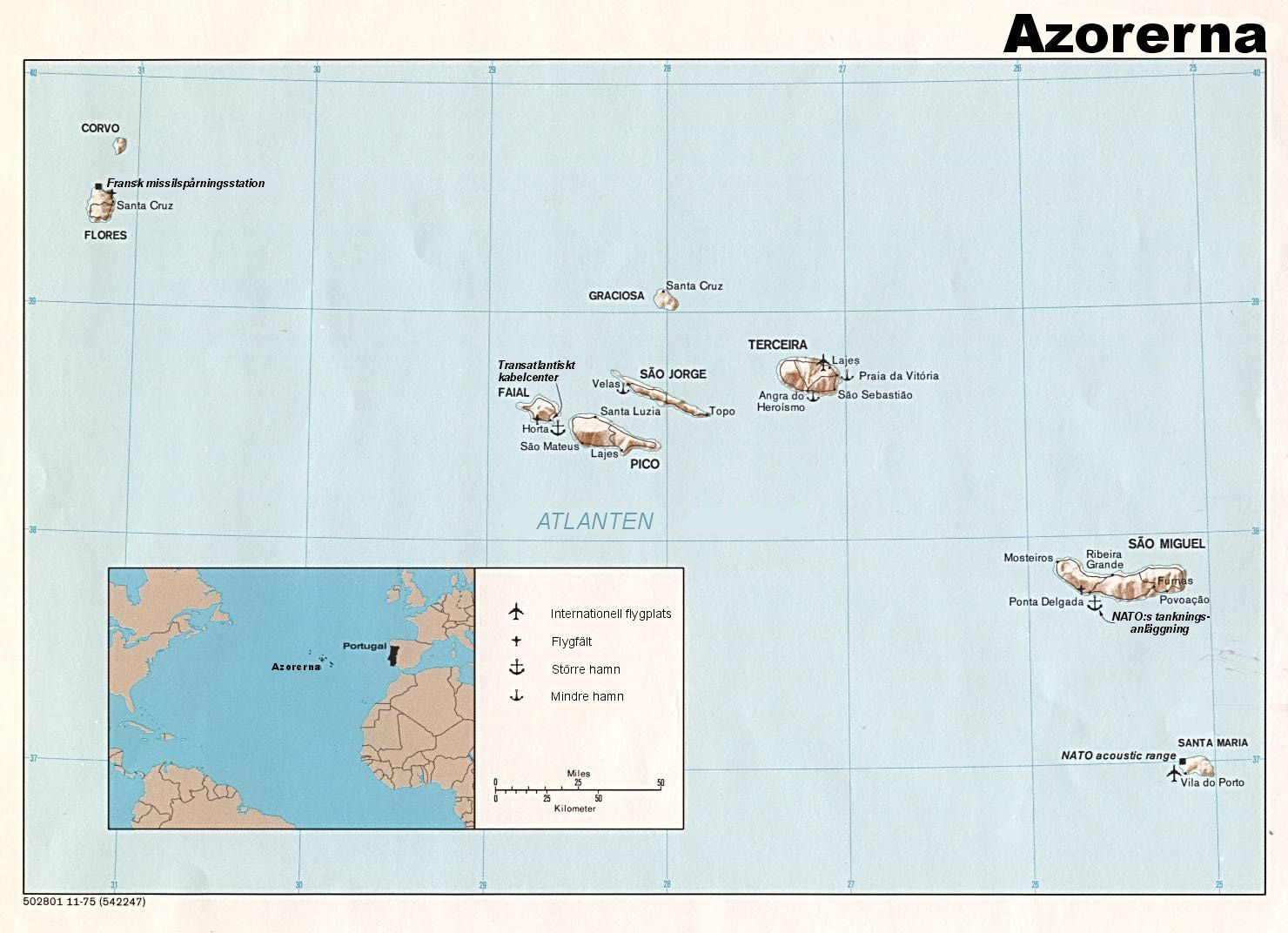
L’Alabama reçoit officiellement son ordre de mission près de Terceira, dans l'archipel des Açores, où il effectuera un bon nombre de ses premières prises. Il décima la flotte de baleiniers nordistes opérant dans les eaux de l'archipel, particulièrement autour de Corvo et de Flores.

L’Alabama navigue en premier lieu au sud-ouest puis à l'est des Açores, en restant en travers de la route des navires de commerce qui vont d'Europe en Amérique, et en parcourant la zone de chasse aux cétacés (cachalots et baleines). En deux semaines, entre le 5 et le 18 septembre 1862, l’Alabama capture et brûle aux environs des Açores 9 embarcations nordistes de différents types affectées à la chasse aux cétacés (Ocmulgee, Ocean Rover, Alert, Weathergauge, Altahama, Benjamin Tucker, Courser, Virginia, Elisha Dunbar), et un schooner dont la destination n'est pas précisée, le Starlight. Semmes a mis au point une tactique : il approche la victime sous pavillon britannique, pour ne pas éveiller sa méfiance, puis l'arraisonne, et attend un jour ou deux pour le brûler, afin de ne pas alerter les bateaux yankees voisins (l'huile de baleine stockée à bord, si elle était un excellent combustible, devait par contre produire une fumée caractéristique). Il incendie ensuite plusieurs baleiniers à la fois, et dépose les équipages sur l'île la plus proche, après qu'ils se sont déclarés prisonniers sur parole. Les dégâts causés lors du premier raid de l’Alabama sont évalués à environ US$ 230 000, soit grosso modo son prix d'achat…
Puis l’Alabama traverse l'océan Atlantique (la traversée est d'ailleurs difficile et agitée), et longe les côtes de Nouvelle-Angleterre et de Terre-Neuve. Là, pendant le mois d'octobre 1862, il détruit à nouveau plusieurs navires et acquiert sa réputation de « bateau-fantôme » insaisissable. Puis il voyage vers les Bermudes et la côte de Virginie. Lors de cette campagne, l’Alabama brûle neuf paquebots et navires de commerce (le Brillant, le Wave Crest, le Dunkirk, le Manchester, le Lamplighter, le Lafayette, le Crenshaw, le Lauretta, et le T.B.Wales), un baleinier, le Starbuck, et en relâche 3 autres (l’Emily Farnum, le Tonawanda et le Baron de Castine).

### En mer des Antilles et dans le golfe du Mexique
L’Alabama continue sa descente vers le sud, et arrive en décembre 1862 aux Antilles, après avoir brillamment esquivé la frégate de l'Union USS San Jacinto et l'énorme croiseur USS Vanderbilt, envoyés tous deux à sa poursuite après le raid du CSS Alabama le long des côtes de Nouvelle-Angleterre. Le San Jacinto et le Vanderbilt abandonnent sa poursuite pour retourner le premier à Key West et le second à Hampton Roads (Virginie), pendant que l’Alabama se dispose à rencontrer son ravitailleur, l’Agrippine.
Après avoir brûlé le 30 novembre 1862 le Parker Cooke près de Bahia Semana, en République dominicaine, et capturé puis laissé partir, le 7 décembre 1862, l’Ariel en mer des Caraïbes, l’Alabama fait route vers l'ouest pour entrer dans le golfe du Mexique courant janvier 1863 et aider l'État du Texas, alors aux prises avec l'armée d'invasion du major-général Nathaniel Prentice Banks.
Dans le golfe du Mexique, le soir du 11 janvier 1863, en vue du phare du port de Galveston, dans le Texas, l’Alabama connaît son premier combat naval contre un navire de guerre.
Il se laisse d'abord longuement poursuivre, jusqu'au crépuscule, par le vapeur à aubes unioniste USS Hatteras, un gunboat de taille presque égale (210 pieds, soit 64 m de long, et 1 126 tonneaux), mais armé de cinq canons seulement (quatre de 32 livres et un de 20 livres). Puis l’Alabama stoppe, est hélé, et, se présentant comme un navire de commerce britannique nommé Spitfire, semble consentir à se laisser visiter. Comme dans la nuit tombée le Hatteras met une chaloupe à la mer pour l'aborder, Semmes hisse le Stars and Bars, crie son nom, et ouvre le feu sur l'ennemi tout proche. Le Hatteras réplique, mais, gravement touché par les gros canons de l’Alabama, prend feu et commence à couler. Son capitaine demande assistance, et les chaloupes de l’Alabama viennent chercher ses hommes. 45 minutes plus tard, le Hatteras repose par le fond, ayant eu deux morts et quatre blessés, contre deux blessés sur le croiseur sudiste. Le bateau de secours unioniste arrivé sur place le lendemain voit les mâts du Hatteras sortant de l'eau, portant le Stars and Stripes encore hissé. Les prisonniers nordistes (le capitaine Blake et son équipage) sont déposés en Jamaïque puis libérés sur parole, et Semmes en profite pour capturer le brick Chastelaine, le 27 janvier 1862.

### Dans l'Atlantique Sud, jusqu'au Cap

Plan de voilure d'un trois-mâts barque. Le Tuscaloosa avec le Lt J. Low, 15 hommes, et deux canons rayés de 12 livres, a parcouru l'Atlantique Sud, du Brésil à l'Afrique du Sud, entre juin et décembre 1863, arraisonnant des navires de commerce nord-américains. Le trois-mâts est mis sous séquestre par les autorités britanniques à Simons Bay, près du Cap, sans doute en gage apparent de bonne volonté, à la suite des protestations des nordistes.

Puis l’Alabama vire au sud, et de février à juillet 1863 il écume les côtes brésiliennes. Il s'agit du raid le plus fructueux de toute sa carrière : 29 prises (Palmetto, Olive Jane, Golden Eagle, Washington, Bethia Thayer, John A. Parks, Punjab, Charles Hill, Morning Star, Nora, King Fisher, Louisa Hatch, Lafayette, Kate Cory, Lafayette, Nye, Dorcas Prince, Union Jack, Sea Lareta, Gildersleeve, Justina, Jabez Snow, Amazonian, Azzapodi, Queen of Beauty, Talisman, Anna F. Schmidt, et Express).
Semmes est impressionné par les lignes et les qualités manœuvrières d'une de ses prises, le trois-mâts-barque Conrad, qui transporte des cuirs embarqués au Brésil, aussi le garde-t-il comme navire auxiliaire après l'avoir rebaptisé CSS Tuscaloosa.

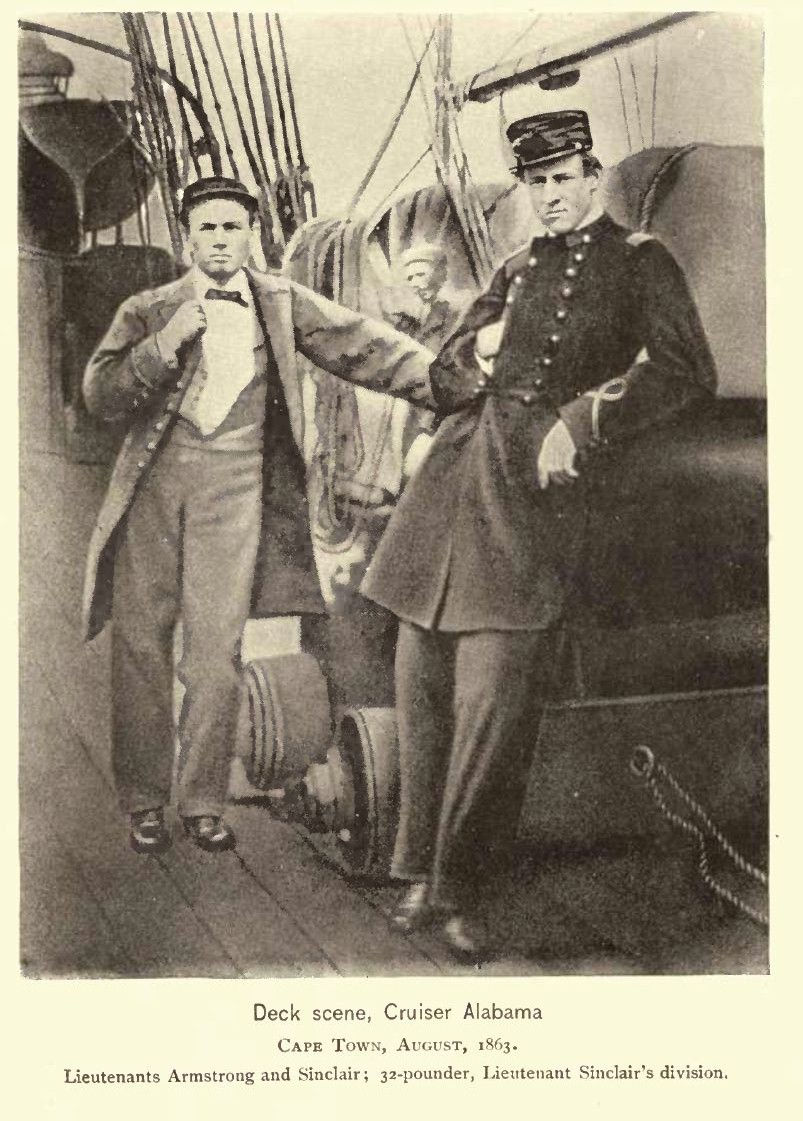
Le Cap, août 1863. Les Lts Armstrong et Sinclair posent devant l'un des gros 32 livres commandés par Sinclair. Noter la chique dans la joue du grand jeune homme sanglé dans sa redingote. Son collègue a, lui, largement déboutonné son uniforme et son gilet. En arrière-plan, un vieux loup de mer (jack-tar) essaie d'être lui aussi sur la photographie.

Ensuite l’Alabama traverse l'Atlantique d'ouest en est, et longe les côtes africaines, du nord au sud. Là, aidé de son auxiliaire la Tuscaloosa, il continue à sévir contre les navires de commerce de l'Union, tout en jouant à cache-cache avec l'énorme croiseur USS Vanderbilt. Le croiseur est reparti à sa poursuite, mais il ne peut jamais apercevoir ni l’Alabama ni la Tuscaloosa : il arrive toujours au mouillage quelques heures après le départ de son gibier. Tout juste peut-il arraisonner le navire de commerce sur lequel la Tuscaloosa avait déchargé sa cargaison de cuirs.
Ce raid est l'un des moins fructueux de l’Alabama : il ne capture que le Sea Bride, le Martha Wenzell, le Courser et le Virginia.
Après une visite de la baie de Saldagne, où il arrive le 29 juillet 1863, et après avoir constaté l'absence de tout navire unioniste dans la baie de la Table, l’Alabama peut enfin entrer au Cap, en Afrique du Sud, pour y faire escale : il a en effet grand besoin de réparations et de réapprovisionnement après 11 mois de croisière ininterrompue.

### Dans l'océan Indien et jusqu'à la mer de Chine méridionale
Fin septembre 1863, l’Alabama quitte Le Cap et part pour l'Asie du Sud-Est à travers l'océan Indien. Il n'y rencontre aucun navire yankee, mais parvient à communiquer avec deux bateaux anglais. L'un lui apprend que l'USS Wyoming était embusqué à l'abri de l'île volcanique du Krakatoa, en plein milieu du détroit de la Sonde. Le second navire lui apprend qu'un navire de commerce yankee, le Winged Racer allait sortir du détroit, escorté par le Wyoming. Semmes s'engage alors dans le détroit de la Sonde et y croise sans rencontrer le Wyoming, par contre il tombe sur un autre marchand le 6 novembre 1863, l’Amanda, qu'il détruit. Et trois jours plus tard, il découvre le Winged Racer naviguant seul, le prend et le brûle. Et, le même jour, tombe sur le clipper nordiste Contest, le poursuit longuement, et le brûle après que le grand voilier a soudain été immobilisé par un calme.

Le détroit de la Sonde, où l’Alabama effectue 3 prises, malgré la présence de l’USS Wyoming, caché au pied du Krakatoa.

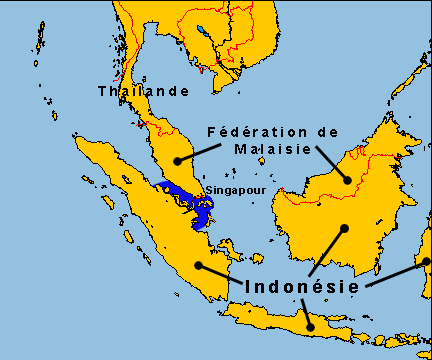
Le détroit de Malacca, où l’Alabama fait 3 prises autour de Noël 1863.

Puis l’Alabama remonte vers le nord à travers la mer de Chine méridionale, et arrive le 2 décembre 1863 à Poulo Condor, où il s'embusque quelque temps, avant de s'arrêter à proximité de Singapour. Là, le reporter du journal local, le Straits Time, est invité à visiter le CSS Alabama et rédige un article laudatif dans l'édition du Straits Time du 26 décembre 1863 : il est frappé, écrit-il, « par l'allure de bateau de course du CSS Alabama : coque fine et basse sur l'eau, gigantesques voiles basses (non pas carrées, mais auriques), cheminée basse et de plus escamotable, comme l'hélice »… Et, écrit encore le reporter « la propreté et l'ordre  qui règnent à bord n'ont d'égales que la courtoisie des marins… ».
Le CSS Alabama arrive le 24 décembre 1863 dans le détroit de Malacca, où il arraisonne et détruit le Texan Star. Le lendemain de la trêve de Noël, il tombe sur le Sonora et le Highlander, qu'il brûle tous deux. Après avoir veillé à ce que les équipages prisonniers arrivent sains et saufs sur l'île de Sumatra, Semmes décide de faire demi-tour et de repartir vers l'ouest.

### Dans l'Atlantique, de Bonne Espérance à la Manche
L’Alabama passe le Cap de Bonne-Espérance d'est en ouest et remonte vers la France, où il doit enfin pouvoir effectuer les réparations dont il a grand besoin après une aussi longue croisière.
Les navires de guerre unionistes sont, bien entendu, tous à la recherche de l’Alabama, le fameux corsaire introuvable. Mais quand par hasard ils arrivent à le localiser, il s'échappe et disparaît sous l'horizon. En particulier, l'USS Kearsarge, une corvette à peu près de sa taille et de sa force, basé à Gibraltar, l'attend en patrouillant entre les îles Canaries, les Açores et la Grande-Bretagne.
Mais le CSS Alabama déjoue les recherches, embouque la Manche et entre sans encombre dans le port de Cherbourg.

## La dernière croisière

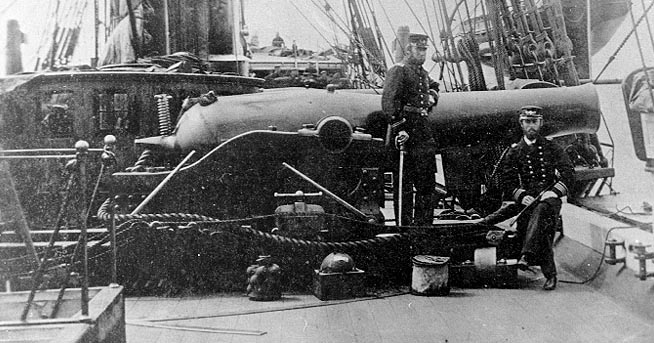
Devant Cherbourg, en juin 1864, deux ans après qu'il leur a échappé à Gibraltar où ils l'avaient bloqué, les officiers de l' et ses redoutables obusiers Dahlgren de 11 pouces (âme lisse, grande précision même à forte distance, charge puissante bien tolérée par l'épaisse culasse en « bouteille de soda ») attendent le capitaine Semmes et son CSS Alabama.

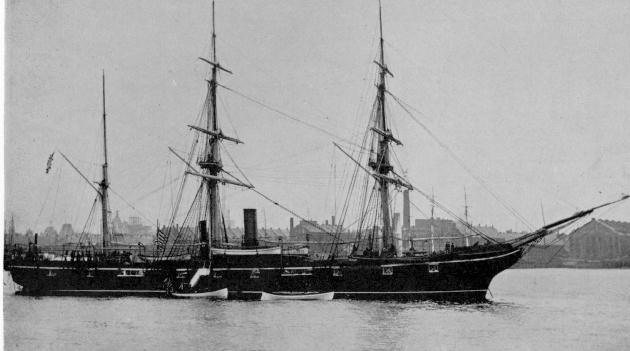
Le sloop de guerre, lancé en 1862 ne diffère guère de l’Alabama, si ce n'est par ses voiles basses d'avant (phares carrés au lieu de voiles auriques), et par son armement lourd plus efficace.

Le 11 juin 1864, l’Alabama arrive au port de Cherbourg, en France, et demande l'autorisation d'entrer en cale sèche pour effectuer les réparations dont il avait absolument besoin après un aussi long voyage. Le gouvernement impérial faisait attendre sa réponse lorsque, le 14 juin, le sloop de guerre unioniste USS Kearsarge, commandé par le capitaine John Ancrum Winslow, apparut. Winslow prend contact avec le consul des États-Unis et rencontre le préfet maritime, puis il croise au large ; il espère l'arrivée prochaine d'un vieux man'o'war l'USS Saint-Louis, dont il a demandé l'aide par télégraphe.
L’Alabama est donc pris au piège. Cependant le capitaine Semmes, qui avait déjà dû abandonner son navire, le CSS Sumter, en février 1862, alors qu'il était bloqué à Gibraltar dans des circonstances identiques, ne veut pas subir à nouveau la même humiliation. Son caractère combattif le pousse à choisir d'essayer de forcer le blocus et à livrer un combat qu'il assimile à un duel.
Dès le 14 juin, Semmes envoie par l'intermédiaire du représentant consulaire du Sud un cartel au capitaine du Kearsarge : « Mon intention est de vous combattre, dès que j'aurai fait les préparatifs nécessaires. Je pense être prêt demain, ou au plus tard après-demain. Espérant que vous aurez la patience de m'attendre, j'ai l'honneur d'être votre obéissant serviteur. R. Semmes, Capitaine ».

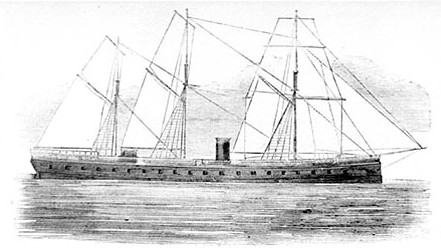
La frégate cuirassée française Gloire s'approche de Cherbourg le 19 juin 1864, pendant le combat entre le CSS Alabama et l’.

Le 19 juin 1864, Semmes, qui a affirmé plus tard qu'il ignorait que Winslow avait cuirassé les flancs du Kearsarge avec plusieurs rangs de grosse chaîne, fait sortir l’Alabama du port de Cherbourg le dimanche matin, devant des milliers de spectateurs, et s'avance à la rencontre de son ennemi.

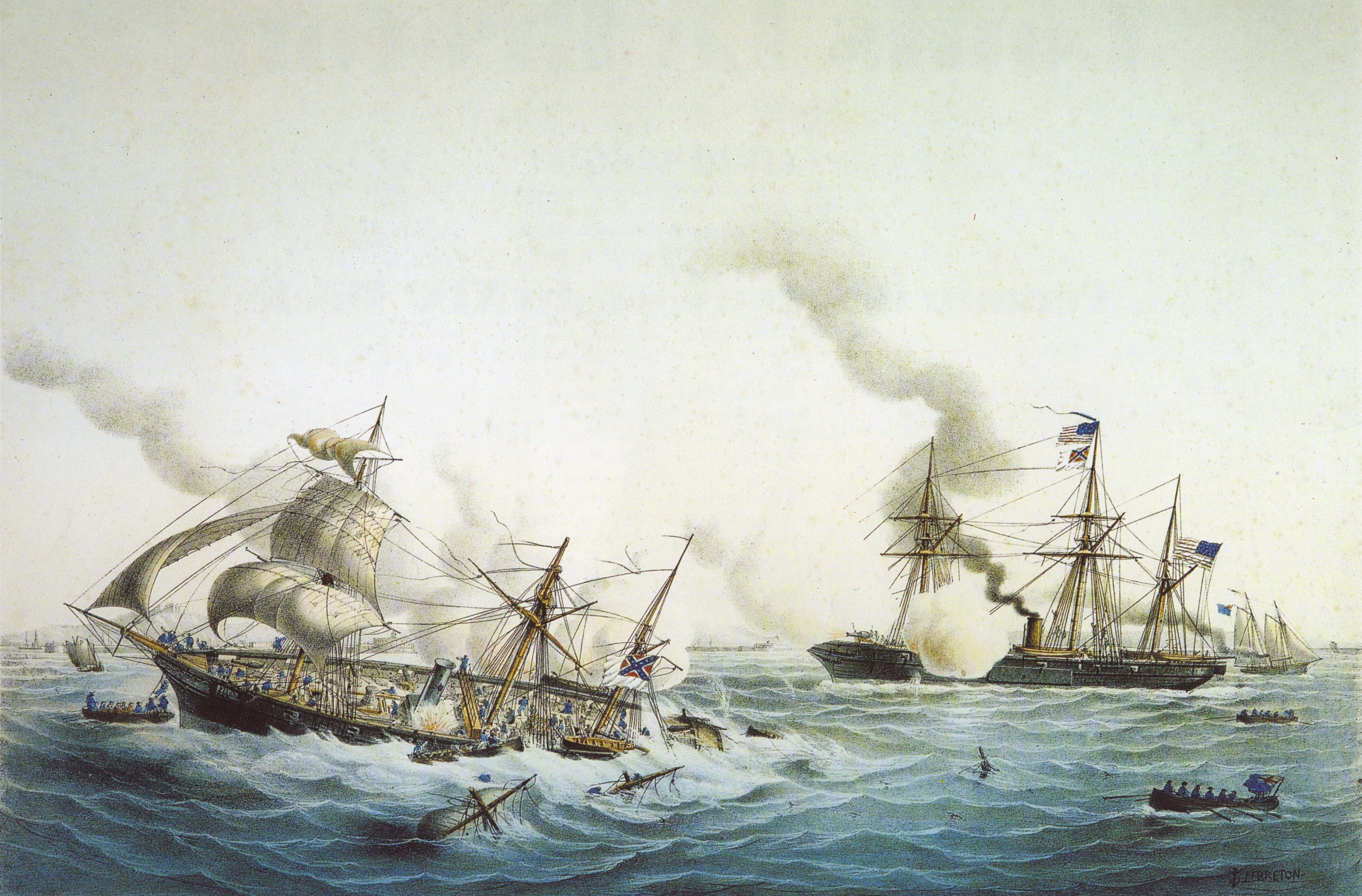
Le combat entre l’Alabama et le Kearsarge, peint par Louis Le Breton (1818–1866).

Selon le récit des survivants, l’Alabama commence à canonner son adversaire de loin, alors que le Kearsarge retient son feu et vire pour se mettre en position et se rapprocher à bonne portée de tir, soit cinq encablures (environ un kilomètre). Puis les deux navires suivent sept fois un trajet en spirale, chacun cherchant à couper la route de l'autre pour lui délivrer une volée décisive par le travers. Les manœuvres sont compliquées par un courant de trois nœuds (5 km/h), qui fait dériver les navires vers le sud-ouest.
Le combat tourne rapidement à l'avantage du Kearsarge, grâce à sa supériorité de feu. En effet l’Alabama est fortement défavorisé par la mauvaise qualité de ses munitions : ainsi un coup au but qui aurait dû être décisif (puisqu'il était délivré par son canon d'avant pivotant Blakely rayé de 21 cm de calibre, et qu'il toucha la poupe du Kearsarge en rasant le gouvernail), est sans effet car l'obus n'explose pas. Alors que le Kearsarge devait au minimum perdre la possibilité de se diriger et, au pire, couler[réf. nécessaire].
Par ailleurs, la cadence de tir de l’Alabama est très élevée, au détriment de la précision : il tire selon les témoins 370 coups de canons (soit plus de quatre coups par minute), et beaucoup de ses projectiles sont envoyés trop haut, alors que le Kearsarge en tire environ moitié moins, mais assure davantage de coups au but.
Le « blindage » du Kearsage fut-il utile ? En l'occurrence il semble que non, puisque aucun impact vital (au niveau de la ligne de flottaison) ne l'affecte. La partie « blindée » de la coque, où se trouve la machine à vapeur, reçoit bien deux obus de 32 livres (qui n'entrainent d'ailleurs que des dégâts mineurs), mais l'impact est bien trop haut : sur la passerelle tribord. Ainsi, même s'il s'était agi des puissants obus de 100 livres, la machine n'aurait pas été touchée.
Semmes assure, et soutient toujours par la suite, que s'il avait eu connaissance du fait que le Kearsarge était ainsi protégé, il n'aurait pas offert le combat.

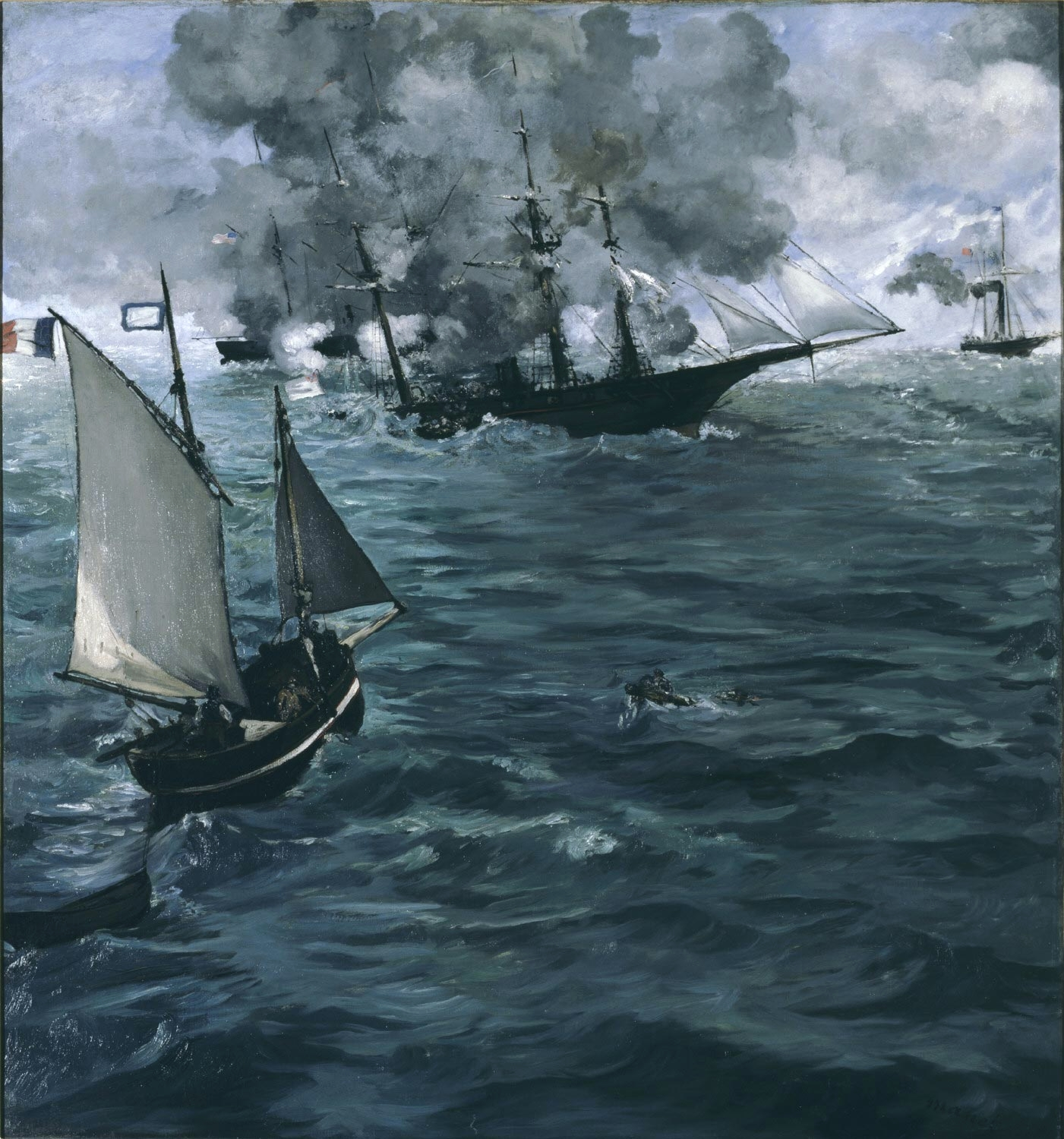
Le Kearsarge et l’Alabama, par Édouard Manet. Le petit bateau français (un canot de sauvetage local ?) s'approche dangereusement de la ligne de tir.

Après un peu plus d'une heure de combat, le feu des puissants canons Dahlgren du Kearsarge a réduit l’Alabama à l'état d'épave. Le capitaine Semmes en est réduit à amener ses couleurs et veut envoyer deux chaloupes (celles qui sont alors encore en état de flotter) demander assistance à l'ennemi.
Mais le feu du Kearsarge continue, et il tire encore cinq coups de canon avant de cesser le feu : quelqu'un agitait un drapeau blanc au bout de la bôme de brigantine.
L’Alabama, le gouvernail détruit au cours du combat, portant une large déchirure au niveau de la ligne de flottaison tribord (causée par un obus de 11 pouces), fait eau et, machine noyée, s'enfonce par la proue.
Le Kearsarge assure le sauvetage de la majorité des marins sudistes, mais un yacht britannique, le Deerhound, arrive sur les lieux et recueille le capitaine Semmes, blessé, avec 41 de ses officiers et marins, et les emmène en Angleterre. Et le capitaine Winslow ne peut qu'assister, impuissant, à l'évasion de l'ennemi qu'il a si longtemps et ardemment poursuivi.

## Conclusions

### Sur le plan maritime et militaire

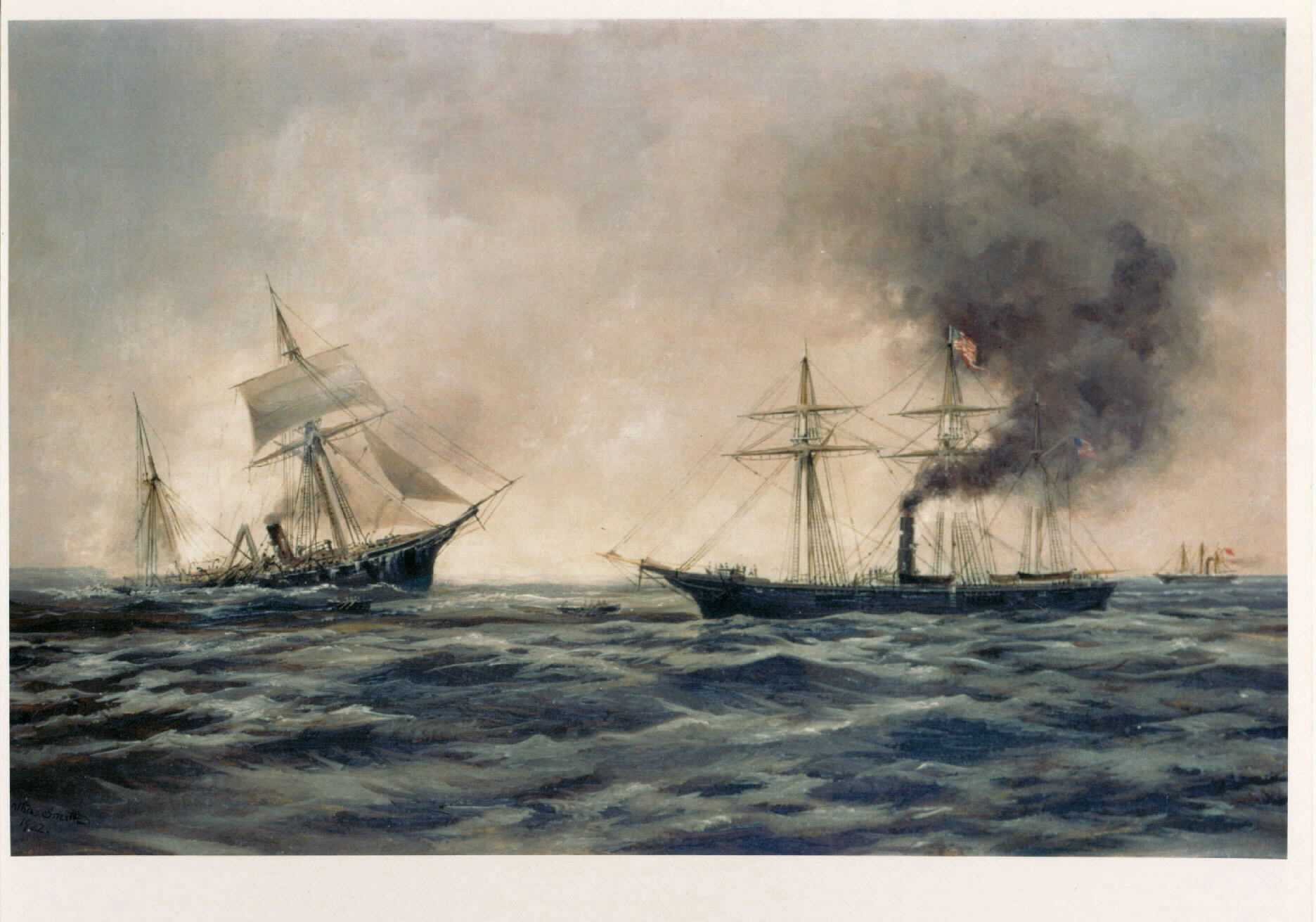
Le naufrage de lAlabama, peint par Xanthus Smith en 1922.

L’Alabama, lors de ses sept campagnes sur les mers du globe, a tenu la mer pendant 534 jours sur 657, sans jamais visiter un port confédéré. Il a arraisonné près de 450 navires, et brûlé 52 navires de l'Union de tous types, pour la plupart des navires de commerce. Outre la soustraction de matières premières nécessaires à l'Union en plein effort de guerre, la désorganisation de son commerce et l'effet psychologique désastreux créé chez les Nordistes par cet insaisissable « bateau fantôme », le CSS Alabama a attiré à sa suite, loin du théâtre des opérations, d'importants effectifs matériels et humains, créant ainsi une diversion bienvenue pour la Confédération.
Dans la mesure du possible, pendant chacun de ses raids l’Alabama a épargné les équipages ennemis. Il a capturé plus de 2 000 prisonniers, qui ont été déposés à bord de bateaux neutres ou dans des ports amis ou neutres. Il ne déplora aucun mort à son bord, hormis un « décès accidentel lors d'une manipulation d'arme à feu ».

### Sur le plan économique
Les dégâts causés par la guerre de course menée par l’Alabama sont énormes. La valeur des 65 navires qu'il détruisit est évaluée à environ six millions de dollars de l'époque, soit environ US $ 123 millions d'aujourd'hui.
Après la guerre, le gouvernement des États-Unis attaque en justice la Grande-Bretagne, depuis longtemps alliée objective de la Confédération et qui d'ailleurs avait failli entrer en guerre aux côtés de la Confédération . L'action en justice est couramment nommée réclamations de l'Alabama, (Alabama Claims) car les énormes dégâts causés à la marine marchande nordiste sont le fait de corsaires confédérés (en particulier le CSS Sumter, le CSS Shenandoah et particulièrement le CSS Alabama), et incrimine la Grande-Bretagne pour l'aide en sous-main qu'elle apporte, ainsi que ses colonies, aux confédérés malgré le British Neutrality Act. Signé en 1871, le Traité de Washington offre de faire résoudre ce conflit entre les deux États par une cour d'arbitrage internationale.
Réunie à l'hôtel de ville de Genève l'année suivante, dans une salle appelée depuis « salle Alabama », la cour d'arbitrage ne reconnaît que les dommages directs commis par les navires confédérés construits en Angleterre et accorde d'importants dommages-intérêts aux États-Unis, qui reçoivent 15,5 millions de dollars.
Ironie de l'histoire, en 1851 le juriste qu'était Raphael Semmes avait écrit : « les corsaires ne sont que des pirates porteurs d'une licence. Il convient que toutes les nations civilisées luttent contre cette pratique pour la supprimer… ».

## Autour du CSSAlabama

### Médailles et récompenses
- L'assistant du chirurgien du bord, le Dr David Herbert Llewellyn, un Britannique[21], assura son service avec un grand courage et préféra rester à bord et couler plutôt que de monter dans une chaloupe déjà surchargée de blessés. Il reçut la croix d'honneur du Sud de la Confédération à titre posthume. Des in memoriam ont aussi été édifiés dans son comté natal, le Wiltshire et à l'école de médecine du Charing Cross Hospital (à Londres).
- La médaille d'honneur fut conférée le 13 décembre 1864 à 17 marins du Kearsarge.
- Le combat naval du 19 juin 1864 en vue de Cherbourg est commémoré par une étoile sur la banderole de l'étendard de l’US Navy[Où ?].

### Médiatisation du duel
La guerre de Sécession était passionnément suivie dans les journaux européens et divisait les opinions publiques. Aussi, lorsque les journaux parisiens annoncèrent le duel imminent un voyagiste affréta spécialement un "train de plaisir" pour permettre aux Parisiens qui le souhaitaient de suivre le combat en direct, depuis les hauteurs du Roule, au-dessus de Cherbourg. Un certain nombre d'audacieux louèrent les services de pêcheurs ou des cotres pilotes de Cherbourg pour voir le combat de plus près et l'immortaliser par des croquis (l'état de la technique photo ne permettait pas alors de réaliser des instantanés par mer un peu agitée). Le fait de savoir si Edouard Manet était présent en personne sur mer reste sujet à discussion.

### Découverte de l'épave
La découverte de l'épave du CSS Alabama a lieu en 1984 par le chasseur de mines français Circé, commandé par le capitaine de corvette Bruno Duclos, par 60 mètres de fond, au large de Cherbourg. Bien que située dans les eaux territoriales de la France, elle appartient au gouvernement des États-Unis ; un accord a donc été signé entre les deux pays le 3 octobre 1989,,.
Une fondation franco-américaine assure l'exploration de l'épave.

### Folklore
- « Roll Alabama, roll! » est le refrain d'une chanson de marins[26].

« Quand on a posé la quille de l’Alabama (refrain), On l'a posée sur le chantier de Laird & Sons (bis) (refrain), On l'a posée à Birkenhead, Et il a roulé sur la Mersey, Et à Liverpool équipé en hommes et canons, Il est parti de l'ile de l'Ouest, Pour détruire le commerce du Nord.
Un jour il a vogué vers Cherbourg, Pour compter l'argent de ses prises.
Mais plus d'un brave marin a connu un mauvais sort, Quand le Kersearge fut en vue, Quand un obus de son canon pivot d'avant, Broya la poupe de l’Alabama, à la limite des 3 miles, en 1864. Et l’Alabama disparut »
- un refrain de scouts fut aussi créé en Afrique du Sud en 1863 [27] : « Daar kom die Alibama »...

### En français
- Jean-Pierre Deloux, Le Corsaire « Alabama », la guerre de Sécession au large de Cherbourg, Paris, e-dite, 2000, 167 p. (ISBN 2-84608-019-4).  En fait, il s'agit d'une simple reprise du livre publié en septembre 1864 par le réseau confédéré à la fois en Angleterre et en France et intitulé en français : Croisières de l'Alabama et du Sumter, E. Dentu, Paris. Bien qu'inspiré du journal tenu par Semmes, de celui de Fullam et d'entretiens avec des membres d'équipage, cet ouvrage ne fut pas l'œuvre du commandant de l'Alabama, qui affirma dans ses mémoires qu'il n'en avait pas écrit une seule ligne.
- Jacky Desquesnes, Duel au large : la guerre de Sécession devant Cherbourg (19 juin 1864), éditions Charles Corlet, mai 2014.
- Max Guérout, Gordon Watts et Joë Guesnon, Le CSS Alabama. L’épopée engloutie du croiseur confédéré, Paris, CNRS Éditions, coll. « CNRS Alpha », 2022.
- Raphael Semmes, Le Requin de la Confederation. L'épopée d'un corsaire sudiste, 1861-1865, Bellicum, 2011,  (ISBN 978-2-919356-01-0).
- Paul Ingouf-Knocker, Coulez l'Alabama ! Un épisode en Cotentin de la guerre de Sécession, éditions Paoland Connaissance 2002.

### En anglais
- Raphael Semmes, The Cruise of the « Alabama » and the « Sumter », New York, Carlton, 1864 (lire en ligne)
- Raphael Semmes, Memoirs of Service Afloat During the War Between the States, Blue & Grey Press, 1987 (ISBN 1-55521-177-1)
- Arthur Sinclair, Two Years on the « Alabama », Boston, Lee and Shepard Publishers, 1896 (lire en ligne)
- Chester G. Hearn, Gray Raiders of the Sea : How Eight Confederate Warships Destroyed the Union's High Seas Commerce, Louisiana State Press, 1996, 351 p. (ISBN 0-8071-2114-2)
- Raimondo Luraghi, A History of the Confederate Navy, U. S. Naval Institute Press, 1996 (ISBN 1-55750-527-6)
- William Marvel, The « Alabama » & the « Kearsarge » : The Sailor's War, University of North Carolina Press, 1996, 337 p. (ISBN 0-8078-2294-9, présentation en ligne)
- William N. Still Jr., John M. Taylor et Norman C. Delaney, Raiders and Blockaders, the American Civil War Afloat, Brassy's, Inc., 1998 (ISBN 1-57488-164-7)
- Andrew Bowcock, CSS « Alabama », Anatomy of a Confederate Raider, Londres, Chatham Publishing, 2002, 191 p. (ISBN 1-86176-189-9)
- James Gindlesperger, Fire on the Water : The USS « Kearsarge » and the CSS « Alabama », Burd Street Press, 2005, 333 p. (ISBN 978-1-57249-378-0)
- Secretary of the Navy, Sinking of the « Alabama » — Destruction of the « Alabama » by the « Kearsarge », Washington Navy Yard, Rapport annuel - Naval Historical Center, 1864
- Norman C. Delaney, « Old Beeswax » : Raphael Semmes of the « Alabama », Harrisburg, Civil War Times Illustrated, 1973
- H. Michael Madaus, Rebel Flags Afloat : A Survey of the Surviving Flags of the Confederate States Navy, Revenue Service, and Merchant Marine, Winchester (Massachusetts), Flag Research Center, 1986 (ISSN 0015-3370)
- Arthur C. Roberts, Reconstructing USS « Kearsarge », 1864, Silver Spring (Maryland), Nautical Research Journal, 1999 (ISSN 0738-7245)
- Confederate Flag Flies At Pulaski, Savannah (Géorgie), Savannah News-Press, ~1937